# إريك بوي
اريك بوي (بالإنجليزية: Eric Boe)‏ (و. 1964 – م) هو ضابط، ورائد فضاء من الولايات المتحدة الأمريكية . ولد في ميامي، فلوريدا .

## ريادة الفضاء
شارك في المهمات الفضائية:
- STS-133
- STS-126.

## التعليم
تعلم في U.S. Air Force Test Pilot School، وأكاديمية سلاح الجو الأمريكي

## الخدمة العسكرية
خدم في القوات الجوية الأمريكية.

## جوائز
حصل على جوائز منها:
- وسام الجو.